# Convent de Spiš
El convent de Spiš (en eslovac Spišská Kapitula i en hongarès, Szepeshely or Szepesi Káptalan) és un monestir que es troba a Spišské Podhradie, Eslovàquia, a la rodalia del castell de Spiš. El 1993 la UNESCO ho va incloure en la llista del Patrimoni de la Humanitat. El 2009, es va ampliar el lloc protegit per incloure el centre històric de Levoča.
El conjunt medieval comprèn la catedral de Sant Martí, un monestir i un carrer tot envoltat d'una muralla. El monestir es va convertir en la primera administració eclesiàstica al segle xii. El 1776 es va convertir en la seu principal de la diòcesi de Spiš. La catedral va ser construïda entre el segle xiii i el XV en arquitectura romànica i gòtica. El papa Joan Pau II va visitar el monestir l'any 1995.